# Ciro de Luca

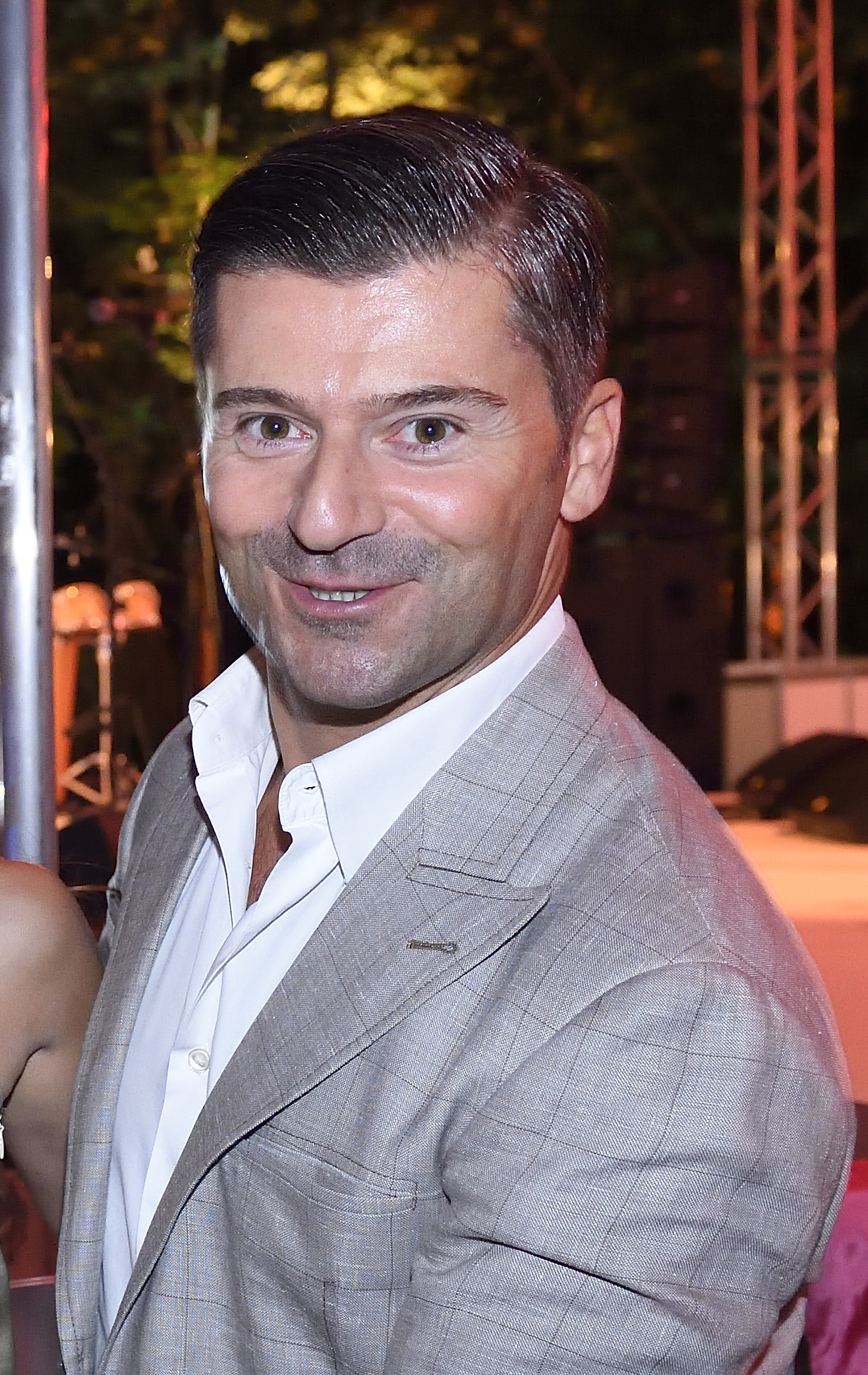
Ciro de Luca

Ciro De Luca (* 11. Dezember 1970 in Neapel; eigentlich Ciro de Luca Bossa) ist ein österreichischer Schauspieler und Comedian.

## Leben
Ciro de Luca, Bruder der Autorin und Journalistin Elisabetta de Luca, schloss die Schule in Wien mit der Matura ab, begann eine Lehre als Kunsttischler, studierte Kommunikationswissenschaft und widmete sich letztlich der Bühne und der Schauspielerei. Während dieses Studiums, und u. a. bei Elfriede Ott, trat er beginnend ab 1992 unter seinem Künstlernamen Ciro De Luca bis 1995 mit seiner eigenen Kabarettgruppe Die Neurotiker auf und tourte durch Österreich und Deutschland. Im Jahr 1996 brachte er sein erstes, 1998 sein zweites Soloprogramm heraus und tourte später mit dem Soloprogramm De Luca life durch Österreich, Oberitalien und Deutschland. Zurück in Wien wurde er Morning Show Host. Ab 1999 war er Ensemble-Mitglied in einer wöchentlichen Comedy-Serie und von Februar 2001 bis Anfang 2003 seine eigene Late Night Show De Luca beim ORF.
Von 2007 bis 2013 führte De Luca als Conférencier im Kabarett Simpl durch das Programm. Bei einem Abstecher ins Operettenfach trat er 2010 in Mörbisch als „Bordolo“ in Der Zarewitsch auf. Darüber hinaus war er gemeinsam mit Christoph Fälbl ab 2011 das Testimonial der ÖBB.